# 汪洪
汪洪（1438年—？），字克容，一字克庸，祖籍湖廣蒲圻縣，寄籍順天府。明朝政治人物。進士出身。

## 生平
成化元年（1465年）順天鄉試第一名舉人。成化二年（1466年）丙戌科會試第二百七十六名，殿試登進士第三甲第一百八十六名。。歷官戶部郎中，因得罪吏部尚書尹旻之子，謫錦州知州，任內抗旱有方，并會同都御史張瓉，往理戎務。

## 家族
曾祖父汪衡。祖父汪秀。父亲汪勝，曾任順天府經歷。